# A Corte do Norte
A Corte do Norte (Portugiesisch für: Der Hof des Nordens) ist ein Filmdrama des portugiesischen Regisseurs João Botelho aus dem Jahr 2008.
Der Kostümfilm ist eine Verfilmung des gleichnamigen Romans von Agustina Bessa-Luís aus dem Jahr 1987, der das Leben verschiedener Frauengenerationen einer Familie erzählt und sich dabei auch an das Leben der portugiesischen Schauspielerin Emília das Neves (1820–1883) anlehnt, die Geliebte des aus Madeira stammenden adligen Generals und Staatsministers Luís da Câmara Leme (1819–1904) war. Der portugiesische Regisseur José Álvaro Morais plante die Verfilmung, starb jedoch 2004. João Botelho führte die Verfilmung danach für ihn durch.

## Inhalt
Im 19. Jahrhundert ist Emília de Sousa die größte Theaterschauspielerin Portugals, als sie ihre Karriere einige Jahre unterbricht, um den wohlhabenden Geschäftsmann Gaspar de Barros von der Insel Madeira zu heiraten. Schön wie die österreichische Kaiserin Sissi, freundete sie sich mit ihr im Winter 1860/61 auf Madeira an.
Wenn ein Herr sich mit einer Dame einlässt, interessiert das niemanden, aber wenn sich jemand ins Meer stürzt, dann tauchen schnell Gerüchte auf. So wurde Emília de Sousa eine geheimnisumwitterte Person, deren Ruf vier Generationen und mehr als ein Jahrhundert überdauern sollte. Die Menschen fragten sich danach, ob es sich hier um Liebe handelte oder nur um eine Tat der Scham.

## Rezeption
Der Film feierte am 30. September 2008 beim New York Film Festival Premiere. Er lief danach auf einer Reihe weiterer internationaler Filmfestivals, u. a. beim Festival do Rio in Brasilien und dem Jeonju International Film Festival in Südkorea. Er erhielt dabei auch einige Preise, so beim Filmfestival Rom und in Portugal beim Caminhos do Cinema Português. Am 19. März 2009 kam er in die portugiesischen Kinos.
A Corte do Norte erschien 2009 in Portugal bei Midas Filmes als DVD.